# نقل بري للأسلحة النووية
نقل بري للأسلحة النووية هي عبارة عن شاحنة تم تطويرها واستخدامها من قبل الإدارة الوطنية للأمن النووي (NNSA)، وهي وكالة منتسبة شبه مستقلة تابعة لوزارة الطاقة الأمريكية، للنقل البري للأسلحة النووية في الولايات المتحدة تُعرف مقطورات (Safeguards Transporter) باسم الأمان (Safe Secure).

## التصميم والميزات

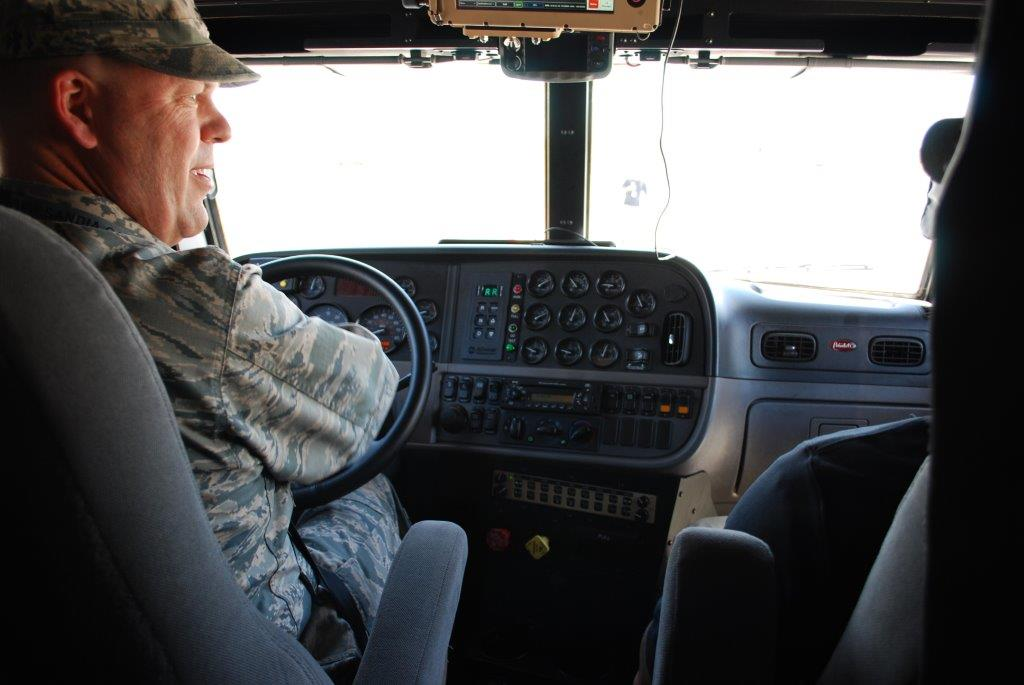
العميد ستيفن إل. ديفيس، القائم بأعمال نائب مدير إدارة الأمن النووي الوطني لشؤون برامج الدفاع، يتلقى درساً حول كيفية قيادة ناقلة الحماية أثناء زيارة قام بها مؤخراً إلى مقر مكتب النقل الآمن في ألبوكيركي، نيو مكسيكو. مكتب النقل الآمن مسؤول عن نقل الأسلحة النووية والمكونات والمواد النووية الخاصة إلى عملاء وزارة الطاقة ووزارة الدفاع في جميع أنحاء البلاد.

تم وصف مركبات النقل البري للأسلحة النووية والمقطورات الآمنة التي يسحبونها من قبل الإدارة الوطنية للأمن النووي الأمريكي على أنها «مركبات متقدمة تقنيًا» لديها القدرة على تحمل حوادث الطرق السريعة بأمان والحفاظ على سلامة البضائع في حالة التضحية الكاملة بالمركبة. النطاق الكامل للمكونات الدفاعية في مركبات النقل البري للأسلحة النووية غير معروف، ولكن وفقًا لبعض التقارير الإعلامية، فإن المركبات مزودة بأنظمة أسلحة مستقلة وغيرها من «التقنية» التي تسمح لها بالاشتباك بشكل مستقل وصد المهاجمين حتى لو قُتل جميع أفراد الطاقم البشري.

## الإجراءات والتشغيل
يتم التشغيل من قبل موظفين مسلحين من الإدارة الوطنية للأمن النووي الأمريكي الذين «مصرح لهم باستخدام القوة المميتة» لمنع محاولات الوصول إلى الشاحنة، وعادة ما يتم مرافقتهم بواسطة أسطول من المركبات. تتجنب الشاحنات السفر في الطقس العاصف؛ في حالة مواجهة ظروف مناخية معاكسة في الطريق إلى وجهة ما، يمكن لفرق عمل النقل البري للأسلحة النووية البحث عن ملاذ في مرافق محددة مسبقًا وآمنة على جانب الطريق.

## صور المركبات
حتى عام 2009، كانت هناك صورة واحدة فقط معروفة ومتاحة للعالم لناقل الإجراءات الوقائية، والتي تم التقاطها في عام 2005 من قبل مصور خاص بينما كانت السيارة تغادر قاعدة بحرية في ساوث كارولينا. في عام 2009، حصل أصدقاء الأرض على صورتين إضافيتين من خلال طلب بموجب قانون حرية المعلومات.